# شهادت کذب
شهادت نادرست (در کامن لا:false confession) شهادت دروغین یا شهادت کذب نسبت دادن ارتکاب به جرم یا گناهی مرتکب نشده به فرد است. اگرچه چنین اعترافاتی غیرقابل درک به نظر می‌رسند، اما می‌توان آنها را داوطلبانه، شاید برای محافظت از شخص ثالث، یا از طریق تکنیک‌های بازجویی اجباری، انجام داد. هنگامی که درجاتی از اجبار در میان باشد، مطالعات نشان داده‌است که افراد با هوش بسیار پیشرفته یا تحت کنترل به اصطلاح «دوستان» خود، احتمال بیشتری برای انجام چنین اعترافاتی دارند. جوانان نسبت به اعتراف آسیب‌پذیرتر هستند، به‌ویژه زمانی که دارای استرس، خستگی یا آسیب دیدگی باشند. همچنین در آنان میزان اعترافات نادرست به‌طور قابل‌توجهی نسبت به بزرگسالان بیشتر است. صدها انسان بیگناه پس از اعتراف به جنایاتی که مرتکب نشده‌اند، محکوم، زندانی و گاهی حتی اعدام شده‌اند، اما سال‌ها بعد تبرئه شده‌اند. با ظهور آزمایش دی‌ان‌ای در اواخر دهه ۱۹۸۰ میلادی چندین پرونده و گزارش‌هایی از اعترافات دروغین تکان دهنده منتشر شد و این سؤال را به وجود آورد که «اعترافات نادرست چقدر در رخ دادن محاکمات نادرست نقش داشته‌اند؟»
اعترافات دروغین از اعترافات اجباری که در آن استفاده از شکنجه یا تهدید به آسیب جسمی برای القای اعتراف استفاده می‌شود، متمایز می‌شود.